# سایوز۱۵

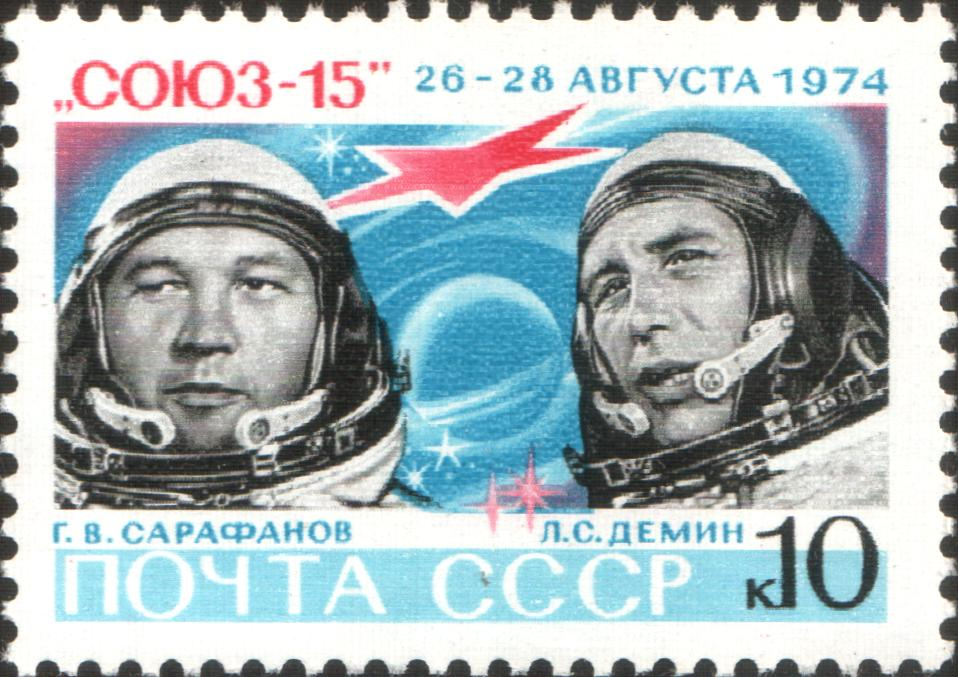
تصاویر فضانوردان سایوز-۱۵ روی تمبر

سایوز-۱۵ (به روسی: Союз ۱۵)(به معنای اتحاد ۱۵) یکی از مأموریت فضایی مهم و سری سازمان فضایی شوروی بود. سایوز -۱۵ همانند مأموریت پیشین خود یعنی سایوز-۱۴ جزئی از پروژه فضایی به شدت سری شوروی به نام آلماز بود. سایوز-۱۵ نیز برنامه‌ریزی شده بود تا به ایستگاه فضایی سالیوت-۳ متصل شده و شرایط تشکیل و سازماندهی امور نظامی-فضایی را بررسی کند. همین مسائل مرتبط به امور نظامی و سری بودن این مأموریت باعث شده بود تا آن زمان خود روزنامه نگاران و مردم شوروی متوجه این مأموریت نشوند. سایوز-۱۵ مأموریت شکست خورده‌ای محسوب می‌شود. قرار بود این فضاپیما با یک سیستم جدید خودکار که روس‌ها آن را ساخته و قصد آزمایش آن در یک مأموریت واقعی را داشتند به سالیوت-۳ متصل شود و پیش‌بینی می‌شد کل مأموریت ۱۹ تا ۲۹ روز به طول بینجامد. اما این سیستم به دلایلی از کار افتاد و عدم توانایی فضانوردان در کنترل دستی اتصال به دلیل فقدان این امکان برای آن‌ها باعث شد تا فضانوردان بعد از ۲ روز به زمین برگشته و در نزدیکی نورسلطان بر زمین فرود آیند.

## خدمه مأموریت
| شماره | نام             | ملیت               | تعداد پرواز | نقش         | تصویر |
| ۱     | گنادی سارافانوف | اتحاد جماهیر شوروی | ۱           | فرمانده     |       |
| ۲     | لف دیومین       | اتحاد جماهیر شوروی | ۱           | مهندس پرواز |       |